# جسر زمان خان
جسر زمان‌ خان (بالفارسية: پل زمان‌خان) هو جسر تاريخي يعود إلى عصر السلالة الصفوية، ويقع في مقاطعة سامان.